# Matyáš Lerch
Matyáš Lerch (20. února 1860 Milínov u Sušice – 3. srpna 1922 Sušice) byl český matematik a fyzik, profesor brněnské české techniky a Masarykovy univerzity, zakladatel matematického ústavu Přírodovědecké fakulty Masarykovy univerzity v Brně.

## Život
Jeho otec Vojtěch Lerch byl drobný zemědělec. Již jako malé dítě byl velmi čilý a bystrý, ale v šesti letech utrpěl vážný úraz a po vyléčení zůstala jeho levá noha ohnuta v koleně, takže mohl chodit jen s pomocí jedné berle. Následkem tohoto úrazu začal chodit do školy až v devíti letech, když se jeho rodiče přestěhovali do Sušice. Lerch byl od počátku výborným žákem a záhy se začalo projevovat jeho mimořádné nadání pro matematiku. Po skončení měšťanské školy nastoupil krátce v továrně Františka Scheinosta v Sušici, kde se měl stát úředníkem. Přestože finanční situace jeho rodičů nebyla nejlepší a úřednická kariéra byla lákavá a mladý Matyáš by byl finančně zabezpečen, rozhodl se pro další studium. Složil úspěšně přijímací zkoušky a pro mimořádně dobré výsledky mu byla udělena výjimka, takže mohl nastoupit hned do pátého ročníku. Studium začal na reálném gymnáziu v Plzni, maturitu složil v roce 1880 na reálce v Rakovníku. Již během středoškolského studia se Lerch začal věnovat matematice a samostatně studoval tehdy dostupné učebnice. Svědčí o tom dopis ze dne 17. května 1878, který poslal tehdy jako kvintán svému učiteli Emilu Seifertovi. V tomto listě Lerch mimo jiné píše:
„Weyrovy Základy vyšší geometrie jsem pročetl až do involuce, o které jsem sice začátky probral, avšak ustal jsem od dalšího studia jejího, byv vytržen ze studování koncem prázdnin velikonočních. Teď daří se mi dobře. Myslím, že budu moci objednati sobě Studničkovy Základy vyšší matematiky, čímž se dovrší blaženost má.“

Po prázdninách roku 1880 se dal zapsat na České vysoké škole technické v Praze jako řádný posluchač odboru inženýrského stavitelství. Na technice studoval tři roky, jeho učiteli byli mj. i Eduard Weyr, Gabriel Blažek a František Tilšer. Lerch měl v úmyslu vykonat učitelskou zkoušku a stát se středoškolským učitelem. Jak však později zjistil, toto by mu vzhledem k jeho tělesné vadě nebylo umožněno, a tak se začal plně věnovat pouze matematice. Ve školním roce 1883–1884 se stal mimořádným posluchačem české univerzity, jeho profesorem byl František J. Studnička, který si nadaného studenta velice oblíbil. V dalším školním roce studoval v Berlíně, neboť získal státní stipendium 800 zlatých. Zde byli jeho profesory nejlepší němečtí matematici té doby – Weierstrass, Kronecker, Fuchs a Runge. Zde také poznal některé mladé matematiky, mezi nimi byli Kovalevská, Runge, Heffter, Köhler a další. Po návratu do Prahy se v roce 1886 habilitoval a byl jmenován soukromým docentem pražské české techniky. V této době začala také jeho rozsáhlá publikační činnost. Zvláštního uznání se Lerchovi dostalo od vynikajícího francouzského matematika Charlese Hermita, který vysoce oceňoval Lerchovu vědeckou práci. Již výpočet jistého Raabeova integrálu, který uveřejnil v roce 1888 v časopise Giornale di matematiche, Hermita tak nadchl, že ho ve svých přednáškách uváděl slovy:
„Zde předkládám důmyslnou a elegantní metodu, ke které dospěl pan Matyáš Lerch, docent pražské techniky.“
Jak ukazuje jejich vzájemná korespondence, Hermite měl k němu vřelý vztah. Přestože se Lerch stal světově uznávaným matematikem, nepodařilo se mu až do roku 1906 získat profesuru na žádné vysoké škole v českých zemích, ačkoliv o to velice usiloval. Příležitost ke jmenování profesorem se pro Lercha naskytla několikrát, ale vždy byl jmenován někdo jiný. Dne 30. dubna 1890 zemřel profesor druhé katedry matematiky na německé technice v Brně Franz Unferdinger, který na této škole působil v letech 1873–1890. Na uvolněné místo se hlásilo těchto sedm zájemců: Profesor na gymnáziu v Klagenfurtu Otto Biermann, soukromý docent na německé technice v Praze Karl Bobek, profesor státního gymnázia v Innsbrucku a soukromý docent na univerzitě v tomto městě Franz Hočevar, soukromý docent na technice ve Vídni Gustav Kohn, soukromý docent na české technice v Praze Matyáš Lerch, profesor na zemské reálce v Rýmařově Reinhard Mildner a soukromý docent na technice ve Vídni a soukromý docent na univerzitě tamtéž Oscar Peithner. Hodnocení na všechny přihlášené kandidáty vypracoval profesor matematiky Emanuel Czuber. Z hodnocení M. Lercha ocitujeme pasáž, týkající se jeho odborných kvalit:
„Byl vědecky velmi činný, jeho četné práce psané německy, česky, francouzsky a portugalsky jsou věnovány obecné teorii funkcí, teorii eliptických funkcí a eliptických integrálů, teorii čísel, diferenciálním rovnicím a novější syntetické geometrii. Obsah jeho prací ukazuje, že Lerch je všestranný a velmi nadaný matematik. Jeho pedagogické schopnosti jsou hodnoceny příznivě.“
Jeho přihláška do konkurzu byla zaslána prostřednictvím rektora české techniky v Praze dne 14. července 1890. Profesorský sbor zasedal 7. července téhož roky a výsledek hlasování byl následující: Celý sbor dal na první místo Peithnera, Biermann byl desetkrát druhý, Mildner čtyřikrát druhý a třináctkrát třetí a jedno třetí místo získal Kohn. Lerchovo jméno se v hlasování vůbec neobjevilo. Dne 6. října 1890 jmenoval císař František Josef I. Dr. Oscara Peithnera, svobodného pána z Lichtenfelsu, mimořádným profesorem matematiky na německé technice v Brně.
Nepodařilo se mu získat jmenování profesorem ani na české univerzitě v Praze, ačkoliv zde bylo na rozdíl od německé univerzity pouze jedno profesorské místo (toto místo zastával jeho učitel F. J. Studnička; jejich vzájemné vztahy však po roce 1885 značně ochladly) a možná by nebylo pro příslušná místa velkým problémem zasadit se o zřízení druhé profesorské stolice, k tomu však nedošlo. Karel Petr se domnívá, že jednou z možných příčin této situace bylo i jeho sebevědomé vystupování a jeho sklon k přeceňování vlastních výsledků . Další příčinou byla možná závist, neboť se stal již v devadesátých letech světově uznávaným matematikem. Lerchovo další působení na českých vysokých školách bylo nejisté, neboť asistentské místo mohlo být tehdy zastáváno nejvýš deset let a soukromý docent neměl nárok na služební požitky. Proto přijal v roce 1896 nabídku na jmenování profesorem na univerzitě ve švýcarském Freiburgu. Ve Švýcarsku působil deset let a v tomto období došlo v jeho životě k řadě významných změn. Kromě toho, že se podstatně zlepšila jeho hmotná situace, podstoupil v roce 1900 náročnou operaci u doktora Hessinga, takže po ní mohl odložit berlu a chodit jenom o holi, na kratší vzdálenosti i bez hole. V roce 1897 za ním přijela jeho čtrnáctiletá neteř Růžena Sejpková, která mu vedla domácnost, takže se mohl věnovat plně pedagogické a publikační činnosti, která v tomto období vyvrcholila a dostalo se jí i významného mezinárodního ocenění.
Přes všechny pocty, kterých se mu v cizině dostalo, se chtěl vrátit do vlasti, a proto ho velice mrzelo, že byl několikrát opomenut při jmenování profesorů na českých vysokých školách. Návrat z ciziny se mu zdařil až v roce 1906, kdy byl jmenován řádným profesorem české brněnské techniky. Na této škole působil až do roku 1920, kdy přešel jako profesor na nově zřízenou Masarykovu univerzitu v Brně. Po příchodu do Brna se dočkal uznání i doma. Byl zvolen čestným členem Jednoty českých matematiků a fyziků, v roce 1909 získal čestný doktorát filozofie pražské univerzity a ve školním roce 1908–1909 byl děkanem odboru strojního inženýrství brněnské techniky. V té době se však jeho zdravotní stav postupně zhoršoval. Lerch totiž trpěl cukrovkou, která se tehdy prakticky nedala léčit, neboť inzulín ještě nebyl objeven. Ze zdravotních důvodů musel odmítnout jmenování rektorem brněnské techniky a také jeho publikační činnost poklesla. Závěr svého neobyčejného života strávil budováním matematického ústavu Masarykovy univerzity. Zde se stal jeho asistentem Otakar Borůvka, který se stal pokračovatelem v jeho díle a také dosáhl světového věhlasu. Při prázdninovém pobytu v Sušici dostal zápal plic a dne 3. srpna 1922 zemřel. Pohřben byl na sušickém hřbitově.

## Dílo
Matyáš Lerch se zabýval převážně matematickou analýzou, teorií funkcí komplexní proměnné, a související analytickou teorií čísel. Byl velmi publikačně činný. V období 1886–1896 uveřejnil kolem 110 článků, a to nejen v časopisech domácích, ale také v renomovaných časopisech zahraničních, jako byly Comptes rendus, Acta mathematica, Journal für die reine und angewandte Mathematik a jiné. Seznam evropských a amerických matematiků, jimž posílal separáty svých prací, obsahuje více než sto adres. Roku 1900 získává Velkou cenu Francouzské akademie věd za jeho práce v teorii čísel.
Je po něm pojmenována tzv. Lerchova zéta funkce.

## Gymnázium Matyáše Lercha
Dnes je po něm pojmenováno velmi významné a prestižní brněnské gymnázium na ulici Žižkova – Gymnázium Matyáše Lercha.